# Échillais
Échillais [eʃilɛ] est une commune du Sud-Ouest de la France, située dans le département de la Charente-Maritime (région Nouvelle-Aquitaine).
Ses habitants sont appelés les Échillaisiens.
Petit centre résidentiel de la banlieue sud de Rochefort dont elle est séparée par le fleuve Charente, elle est la troisième ville de l'unité urbaine de Rochefort.

## Géographie
La ville d’Échillais est située dans la partie sud-ouest de la France, au centre de la côte atlantique dont elle est distante d'une dizaine de kilomètres à vol d'oiseau, faisant partie du « Midi atlantique ».
Ville fluviale et estuarienne, elle est longée uniquement sur sa rive gauche par la Charente. Échillais est relié à Rochefort par un viaduc qui est le dernier pont franchissant le fleuve avant son embouchure.
La commune, qui appartient à la couronne urbaine de l'agglomération de Rochefort, formant de fait sa banlieue sud, est située juste au sud-est d'un méandre de la Charente, pour partie dans le lit majeur du cours d'eau.

### Communes limitrophes
|         | Rochefort    | Saint-Hippolyte |
| Soubise | Échillais    | Trizay          |
|         | Saint-Agnant |                 |

### Environnement
La commune bénéficie de la proximité du fleuve (corridor de migration pour les oiseaux et pour divers poissons migrateurs). Elle bénéficie aussi d'une ceinture verte constituée d'un réseau de bois en forme de fer à cheval situé au sud-ouest de la commune, au nord d'un vaste complexe de zones humides, très artificialisés, mais à fort potentiel de biodiversité dans le cadre de la Trame verte promue par le Grenelle de l'environnement.

## Urbanisme

### Typologie
Au 1er janvier 2024, Échillais est catégorisée bourg rural, selon la nouvelle grille communale de densité à 7 niveaux définie par l'Insee en 2022.
Elle appartient à l'unité urbaine de Rochefort, une agglomération intra-départementale dont elle est une commune de la banlieue,. Par ailleurs la commune fait partie de l'aire d'attraction de Rochefort, dont elle est une commune de la couronne,. Cette aire, qui regroupe 33 communes, est catégorisée dans les aires de 50 000 à moins de 200 000 habitants,.
La commune, bordée par l'estuaire de la Charente, est également une commune littorale au sens de la loi du 3 janvier 1986, dite loi littoral. Des dispositions spécifiques d’urbanisme s’y appliquent dès lors afin de préserver les espaces naturels, les sites, les paysages et l’équilibre écologique du littoral, tel le principe d'inconstructibilité, en dehors des espaces urbanisés, sur la bande littorale des 100 mètres, ou plus si le plan local d’urbanisme le prévoit.

### Occupation des sols
L'occupation des sols de la commune, telle qu'elle ressort de la base de données européenne d’occupation biophysique des sols Corine Land Cover (CLC), est marquée par l'importance des territoires agricoles (69,9 % en 2018), en diminution par rapport à 1990 (76,7 %). La répartition détaillée en 2018 est la suivante : 
terres arables (55,7 %), zones urbanisées (14,1 %), zones agricoles hétérogènes (9,7 %), forêts (7,7 %), prairies (4,5 %), zones industrielles ou commerciales et réseaux de communication (2,7 %), eaux continentales (2,4 %), mines, décharges et chantiers (2,1 %), zones humides intérieures (1,2 %). L'évolution de l’occupation des sols de la commune et de ses infrastructures peut être observée sur les différentes représentations cartographiques du territoire : la carte de Cassini (XVIIIe siècle), la carte d'état-major (1820-1866) et les cartes ou photos aériennes de l'IGN pour la période actuelle (1950 à aujourd'hui).

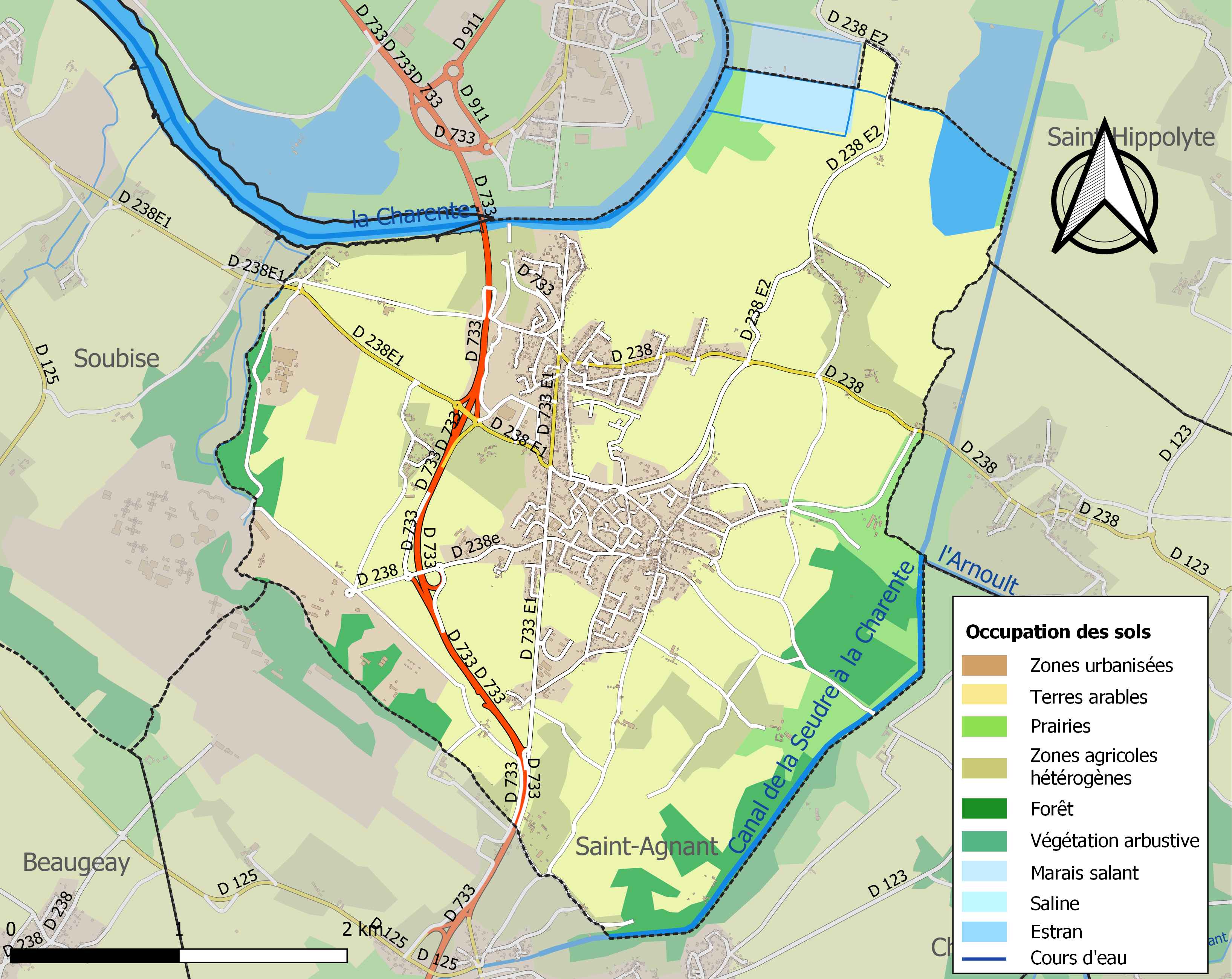
Carte des infrastructures et de l'occupation des sols de la commune en 2018 (CLC).

### Risques majeurs
Le territoire de la commune d'Échillais est vulnérable à différents aléas naturels : météorologiques (tempête, orage, neige, grand froid, canicule ou sécheresse), inondations, mouvements de terrains et séisme (sismicité modérée). Il est également exposé à un risque technologique, le transport de matières dangereuses. Un site publié par le BRGM permet d'évaluer simplement et rapidement les risques d'un bien localisé soit par son adresse soit par le numéro de sa parcelle.

#### Risques naturels
La commune fait partie du territoire à risques importants d'inondation (TRI) du littoral charentais-maritime, regroupant 40 communes concernées par un risque de submersion marine de la zone côtière, un des 21 TRI qui ont été arrêtés fin 2012 sur le bassin Adour-Garonne et confirmé en 2018 lors du second cycle de la Directive inondation, mais annulé en 2020. Les submersions marines les plus marquantes des XXe et XXIe siècles antérieures à 2019 sont celles liées à la tempête du 9 février 1924, à la tempête du 15 février 1957, aux tempêtes Lothar et Martin des 26 et 27 décembre 1999 et à la tempête Xynthia des 27 et 28 février 2010. D’une violence exceptionnelle, la tempête Xynthia a fortement endommagé le littoral de la Charente Maritime : douze personnes ont perdu la vie (essentiellement par noyade), des centaines de familles ont dû être relogées, et, sur un linéaire de l’ordre de 400 km de côte et de 225 km de défenses contre la mer, environ la moitié de ces ouvrages a subi des dommages plus ou moins importants. C’est environ 5 000 à 6 000 bâtiments qui ont été submergés et 40 000 ha de terres agricoles. La commune a été reconnue en état de catastrophe naturelle au titre des dommages causés par les inondations et coulées de boue survenues en 1982, 1999 et 2010,.

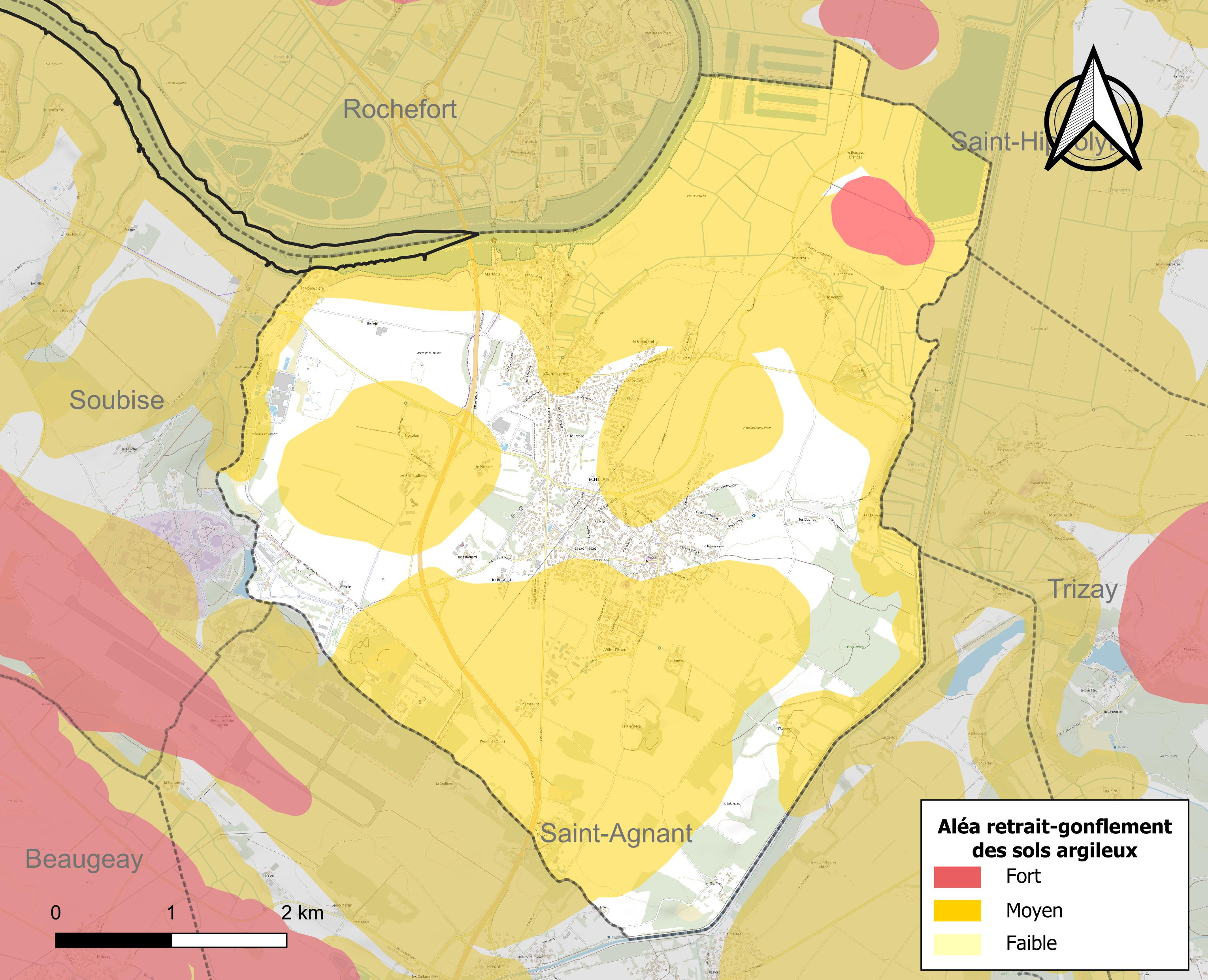
Carte des zones d'aléa retrait-gonflement des sols argileux d'Échillais.

Les mouvements de terrains susceptibles de se produire sur la commune sont des affaissements et effondrements liés aux cavités souterraines (hors mines) et des tassements différentiels. Par ailleurs, afin de mieux appréhender le risque d’affaissement de terrain, l'inventaire national des cavités souterraines permet de localiser celles situées sur la commune.
Le retrait-gonflement des sols argileux est susceptible d'engendrer des dommages importants aux bâtiments en cas d’alternance de périodes de sécheresse et de pluie. 71 % de la superficie communale est en aléa moyen ou fort (54,2 % au niveau départemental et 48,5 % au niveau national). Sur les 1 597 bâtiments dénombrés sur la commune en 2019, 784 sont en aléa moyen ou fort, soit 49 %, à comparer aux 57 % au niveau départemental et 54 % au niveau national. Une cartographie de l'exposition du territoire national au retrait gonflement des sols argileux est disponible sur le site du BRGM,.
Par ailleurs, afin de mieux appréhender le risque d’affaissement de terrain, l'inventaire national des cavités souterraines permet de localiser celles situées sur la commune.
Concernant les mouvements de terrains, la commune a été reconnue en état de catastrophe naturelle au titre des dommages causés par la sécheresse en 2003, 2005, 2011, 2017 et 2018 et par des mouvements de terrain en 1999 et 2010.

#### Risques technologiques
Le risque de transport de matières dangereuses sur la commune est lié à sa traversée par une ou des infrastructures routières ou ferroviaires importantes ou la présence d'une canalisation de transport d'hydrocarbures. Un accident se produisant sur de telles infrastructures est susceptible d’avoir des effets graves sur les biens, les personnes ou l'environnement, selon la nature du matériau transporté. Des dispositions d’urbanisme peuvent être préconisées en conséquence.

## Politique et administration

### Liste des maires

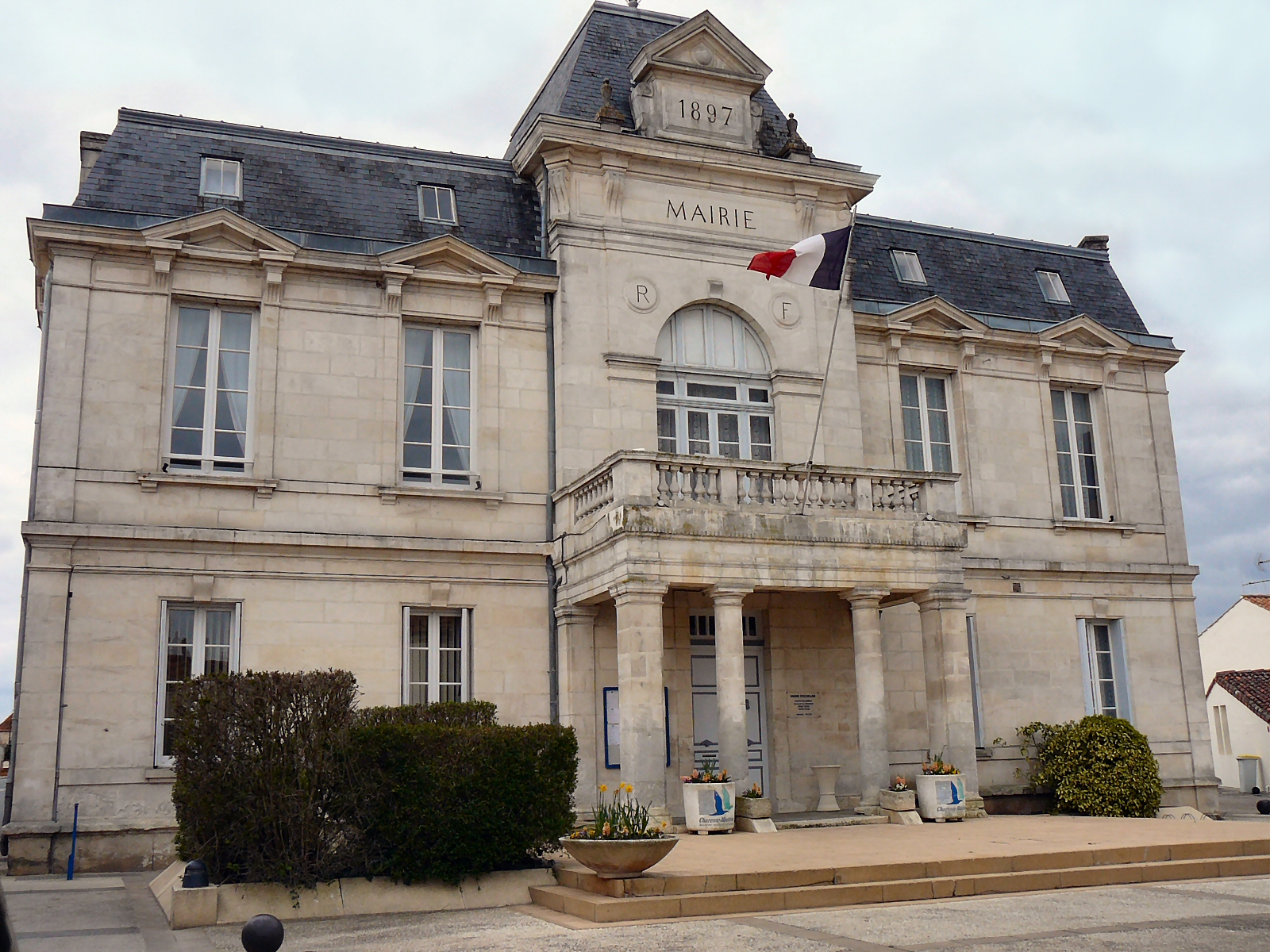
La mairie d'Échillais.

| Période                                  | Période  | Identité                                  | Étiquette | Qualité                                                                                              |
| ---------------------------------------- | -------- | ----------------------------------------- | --------- | --- |
| Les données manquantes sont à compléter. |          |                                           |           | |
| 1789                                     | 1790     | François-Dominique Aymer de la Chevalerie |           | Président du Comité d'Echillais                                                                      |
| 1790                                     | 1791     | Pierre Tremblé                            |           | |
| 1791                                     | 1792     | Antoine Lagarosse                         |           | |
| 1792                                     | 1794     | Jean Guérineau                            |           | |
| 1794                                     | 1798     | Jean Barraud                              |           | |
| 1798                                     | 1806     | Jean Guérineau                            |           | |
| 1806                                     | 1807     | Pierre-Etienne de Condemine               |           | |
| 1807                                     | 1810     | Antoine Lagarosse                         |           | |
| 1810                                     | 1819     | Jean-Pierre Legardeur de Tilly            |           | |
| 1819                                     | 1822     | Pierre-Etienne de Condemine               |           | |
| 1822                                     | 1843     | Antoine Drablier                          |           | |
| 1843                                     | 1847     | Ferdinand Goulard                         |           | |
| 1847                                     | 1848     | Jacques Guilbon                           |           | |
| 1848                                     | 1871     | Pierre Emon                               |           | |
| 1871                                     | 1871     | François Garlopeau                        |           | |
| 1871                                     | 1876     | Henri Duplaix                             |           | |
| 1876                                     | 1879     | Etienne Boulzat                           |           | |
| 1879                                     | 1881     | Victorin Catrou                           |           | |
| 1881                                     | 1890     | Robert Paul                               |           | |
| 1890                                     | 1896     | Louis Coudin                              |           | |
| 1896                                     | 1919     | Henri de Montalembert                     |           | |
| 1919                                     | 1925     | Louis Duplais                             |           | |
| 1925                                     | 1940     | Eugène Lagarde                            |           | |
| 1940                                     | 1960     | René Turque                               |           | |
| 1960                                     | 1965     | Henri Michaud                             |           | |
| 1965                                     | 1977     | Henri Nadeau                              |           | |
| 1977                                     | 1989     | Claude Favre                              |           | |
| 1989                                     | 2001     | Robert Héronneau                          |           | |
| 2001                                     | 2014     | Henri Sanna                               | PS        | Conseiller prud'homal                                                                                |
| 2014                                     | 2020     | Michel Gaillot                            | DVG       | Retraité de l'enseignement                                                                           |
| 2020                                     | En cours | Claude Maugan                             | DVG       | Professeur de technologie, ancien électronicien 9e vice-président de la CA Rochefort Océan (2020 → ) |

### Région
À la suite de la réforme administrative de 2014 ramenant le nombre de régions de France métropolitaine de 22 à 13, la commune appartient depuis le 1er janvier 2016 à la région Nouvelle-Aquitaine, dont la capitale est Bordeaux. De 1972 au 31 décembre 2015, elle a appartenu à la région Poitou-Charentes, dont le chef-lieu était Poitiers.

### Canton
La commune d'Echillais fait partie du canton de Tonnay-Charente, elle en est la commune la plus peuplée. Elle appartient à l'arrondissement de Rochefort.

### Intercommunalité
Echillais fait partie de la communauté d'agglomération du Pays Rochefortais dont le siège administratif est fixé à Rochefort. Elle en est la  quatrième ville par sa population après Rochefort, Tonnay-Charente et Fouras.

## Démographie
L'évolution du nombre d'habitants est connue à travers les recensements de la population effectués dans la commune depuis 1793. Pour les communes de moins de 10 000 habitants, une enquête de recensement portant sur toute la population est réalisée tous les cinq ans, les populations de référence des années intermédiaires étant quant à elles estimées par interpolation ou extrapolation. Pour la commune, le premier recensement exhaustif entrant dans le cadre du nouveau dispositif a été réalisé en 2005.

En 2022, la commune comptait 3 701 habitants, en évolution de +5,38 % par rapport à 2016 (Charente-Maritime : +4,04 %, France hors Mayotte : +2,11 %).
| 1793 | 1800 | 1806 | 1821 | 1831 | 1836 | 1841 | 1846 | 1851 |
| ---- | ---- | ---- | ---- | ---- | ---- | ---- | ---- | ---- |
| 996  | 312  | 368  | 492  | 523  | 581  | 647  | 742  | 769  |

| 1856 | 1861 | 1866 | 1872 | 1876  | 1881  | 1886  | 1891  | 1896  |
| ---- | ---- | ---- | ---- | ----- | ----- | ----- | ----- | ----- |
| 765  | 825  | 860  | 892  | 1 019 | 1 097 | 1 199 | 1 378 | 1 339 |

| 1901  | 1906  | 1911  | 1921  | 1926  | 1931  | 1936  | 1946  | 1954  |
| ----- | ----- | ----- | ----- | ----- | ----- | ----- | ----- | ----- |
| 1 463 | 1 453 | 1 378 | 1 173 | 1 129 | 1 101 | 1 159 | 1 127 | 1 279 |

| 1962  | 1968  | 1975  | 1982  | 1990  | 1999  | 2005  | 2006  | 2010  |
| ----- | ----- | ----- | ----- | ----- | ----- | ----- | ----- | ----- |
| 1 297 | 1 476 | 1 847 | 2 575 | 2 672 | 2 821 | 2 875 | 2 894 | 3 314 |

| 2015  | 2020  | 2022  | - | - | - | - | - | - |
| ----- | ----- | ----- | - | - | - | - | - | - |
| 3 502 | 3 548 | 3 701 | - | - | - | - | - | - |

## Culture locale et patrimoine

### Lieux et monuments

#### Église d'Échillais
L'église Notre-Dame, bâtie au XIIe siècle, est une des plus belles créations romanes de la Saintonge. Elle a été classée aux Monuments Historiques en 1840.

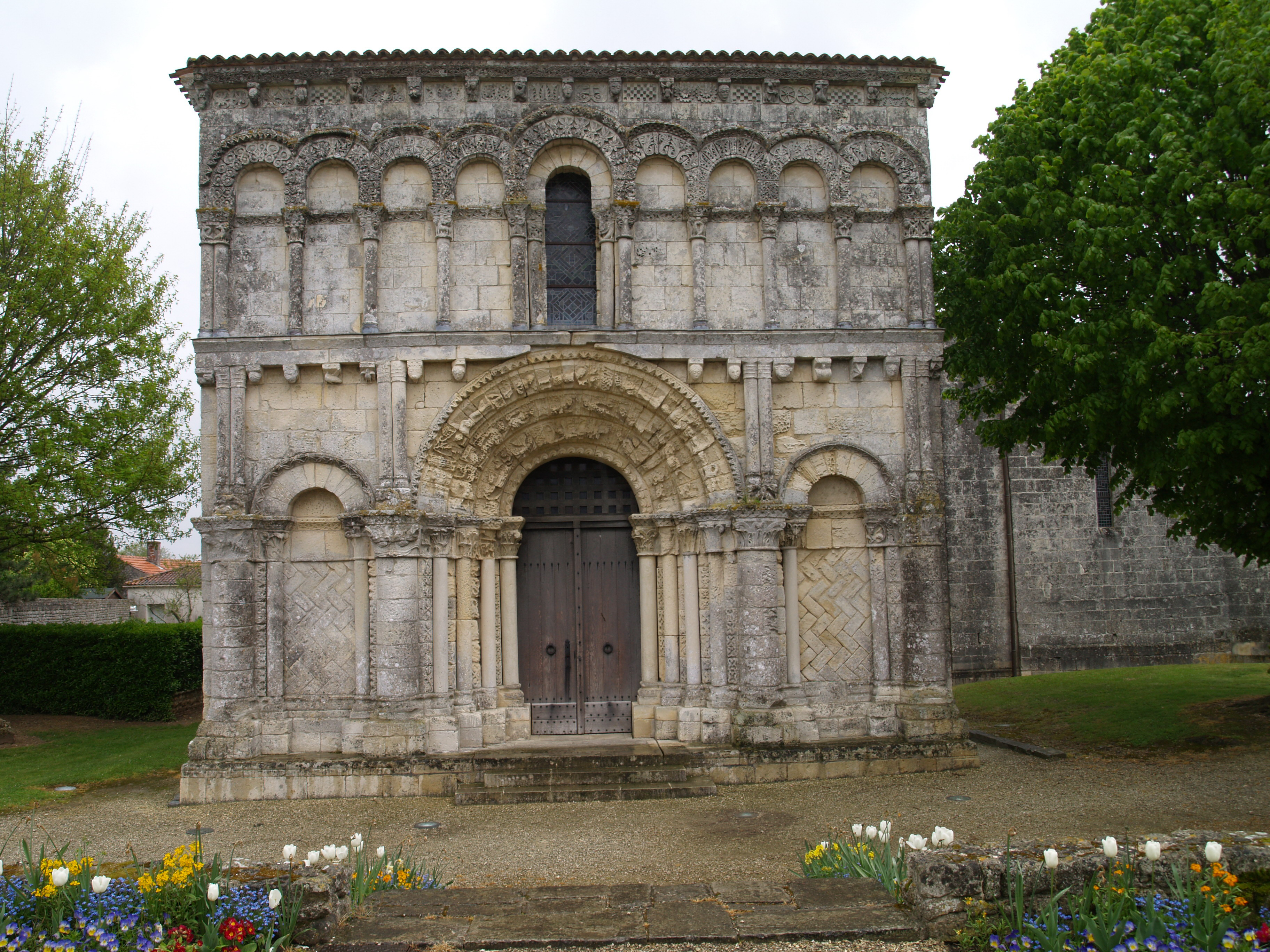
La façade de l'église romane.
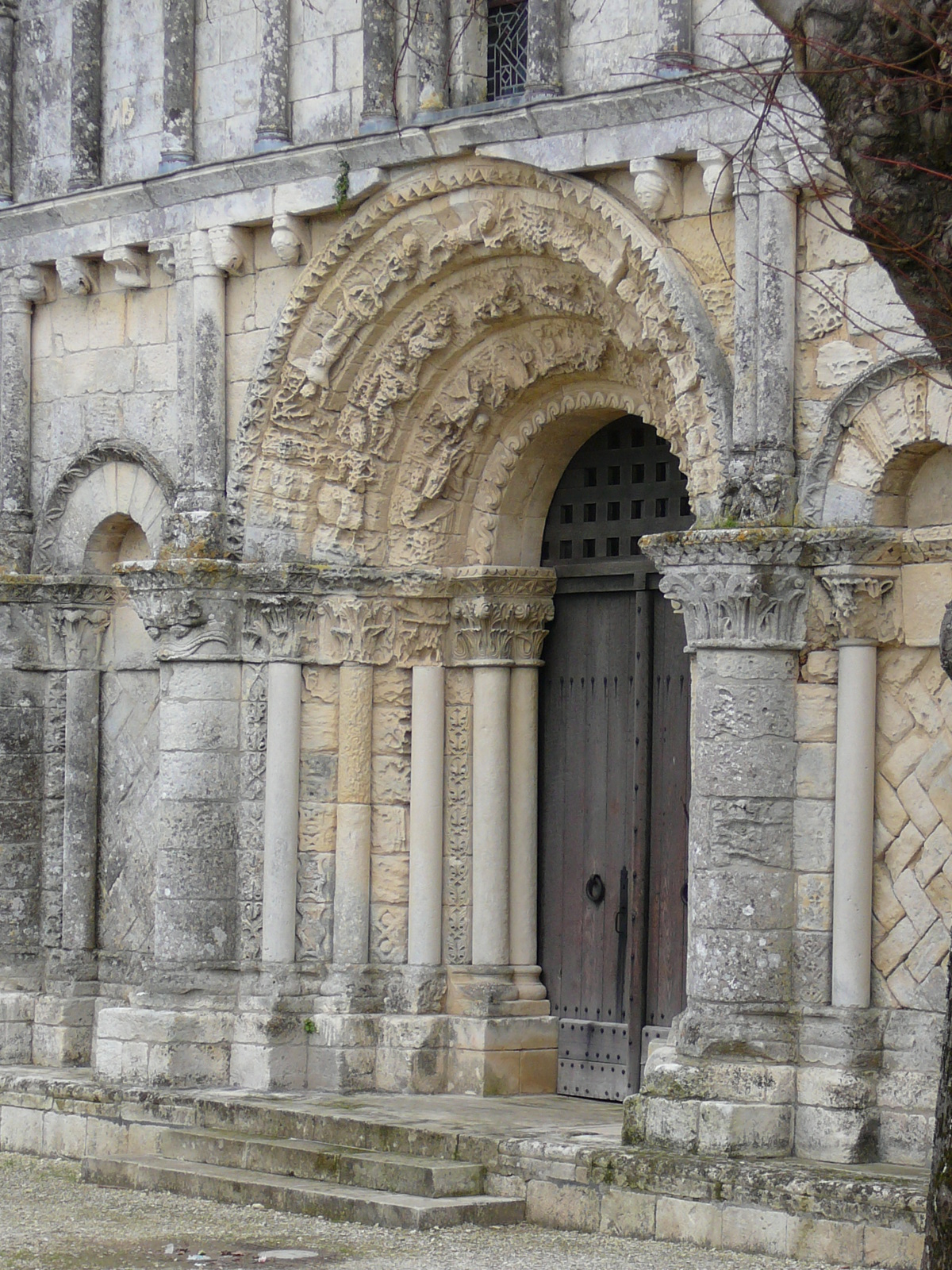
Le portail de l'église.
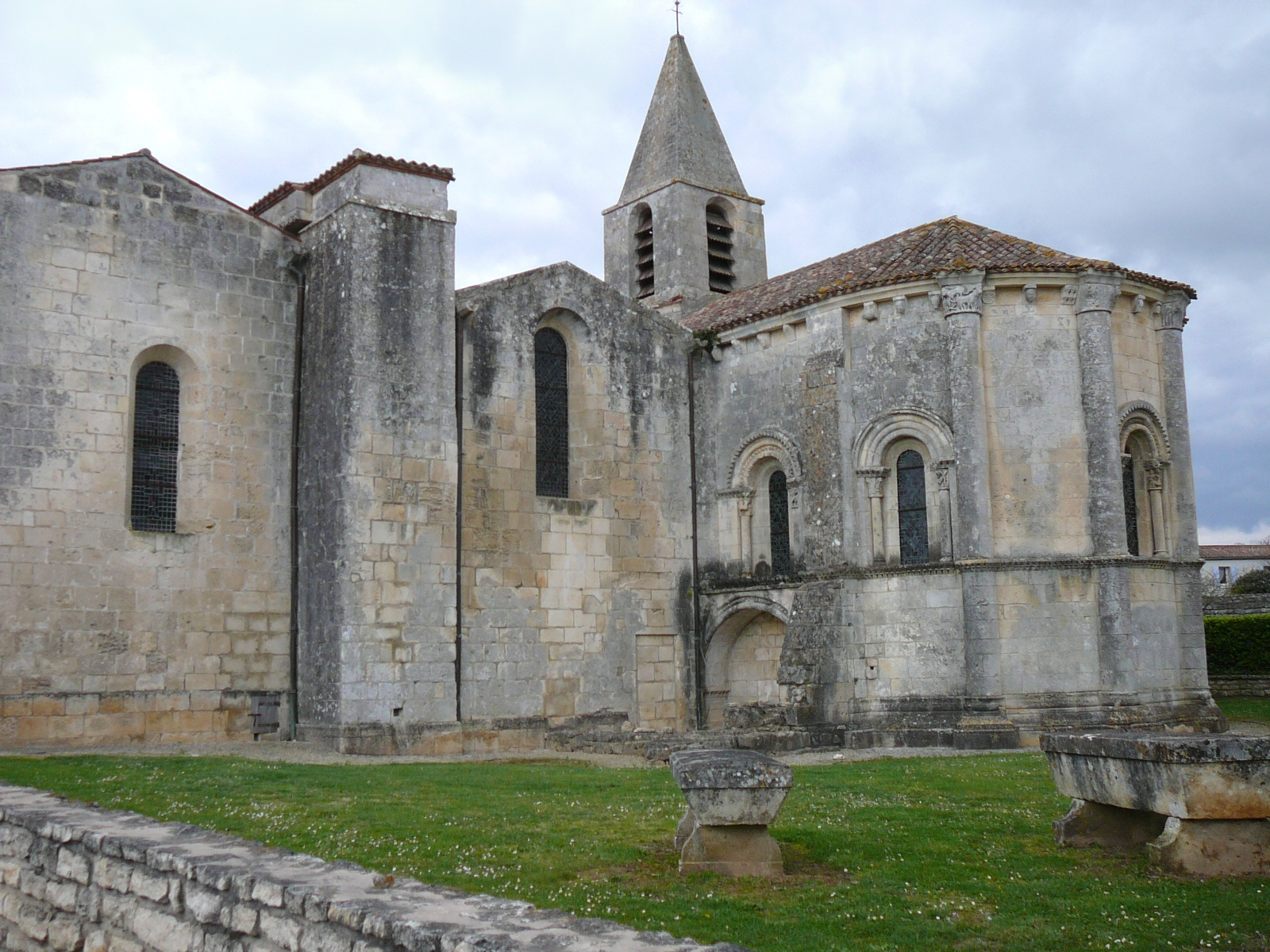
Le chevet de l'église.
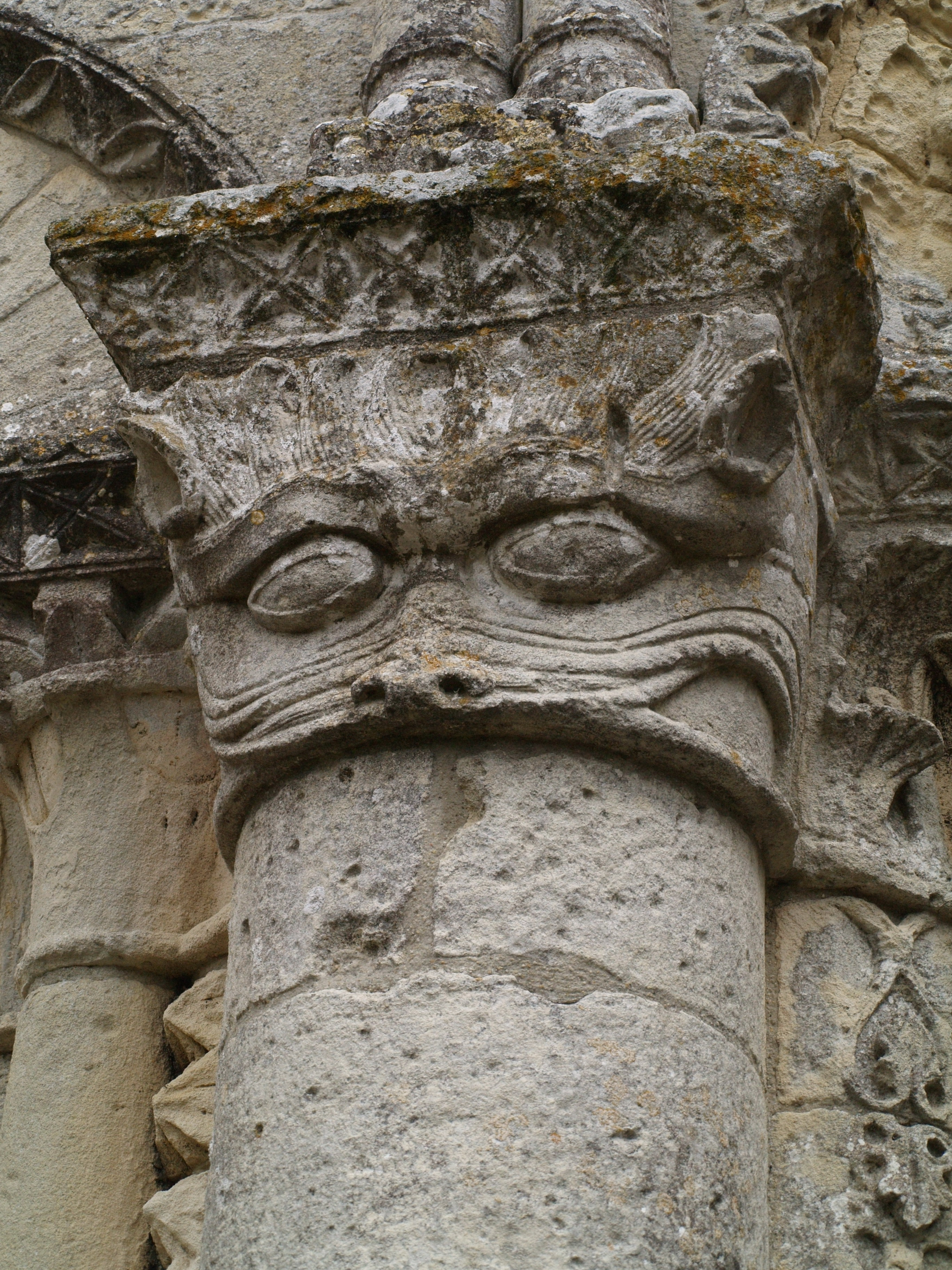
Un chapiteau de la façade de l'église : le « Grand'Goule ».

#### Pont transbordeur
Ce pont, dont le système fut proposé par l'ingénieur Ferdinand Arnodin (1845 - 1924), a été inauguré le 29 juillet 1900, après 27 mois de construction.
Ce pont repose sur deux pylônes métalliques hauts de 66 mètres et situés de part et d'autre de la Charente. Un tablier de 175 mètres de long, culminant à 50 mètres au-dessus des plus hautes eaux, relie ces deux pylônes entre eux. Une nacelle suspendue à ce tablier permet alors aux passagers de passer d'une rive à l'autre.
Lors de son ouverture, ce pont qui avait coûté 586 500 francs de l'époque, pouvait contenir à chaque traversée, 9 voitures à 2 attelages et 50 personnes ou 200 personnes. Sa capacité était de 26 tonnes. La traversée durait 3 minutes, temps d'embarquement et débarquement compris.[réf. nécessaire]
Mais l'augmentation continue du trafic eut raison du transbordeur, et en 1967, il fut remplacé par un pont à travée levante et en 1975, un budget de 1,4 million de francs fut alloué à sa démolition. Le pont sera finalement classé aux monuments historiques et 1993, 7 millions de francs seront utilisés à la rénovation globale. Aujourd'hui, le pont est de nouveau en activité de manière touristique. Il est ouvert aux piétons et aux vélos.
Le transbordeur est apparu dans le film de Jacques Demy, Les Demoiselles de Rochefort.

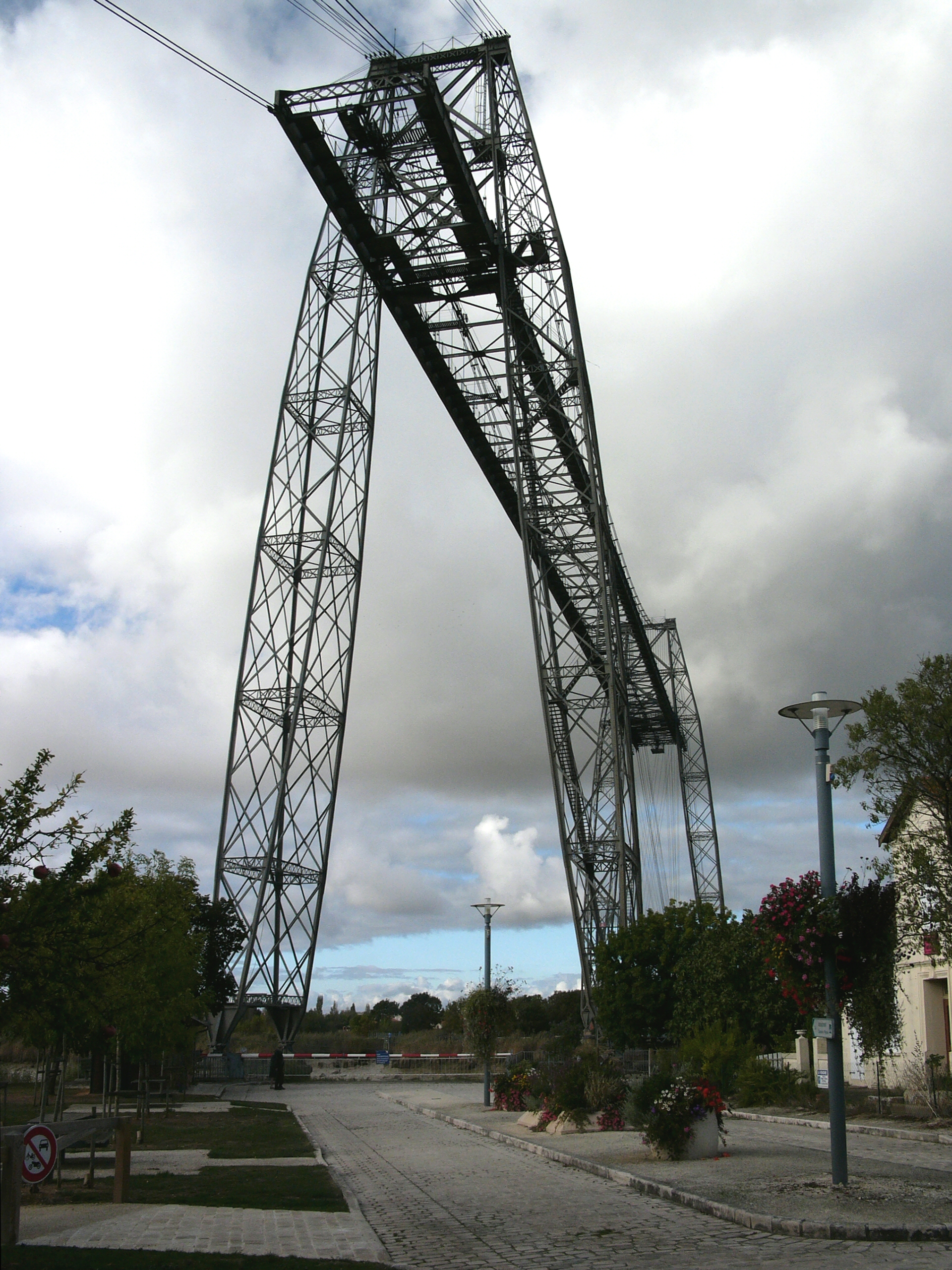
Le pont transbordeur à Échillais.
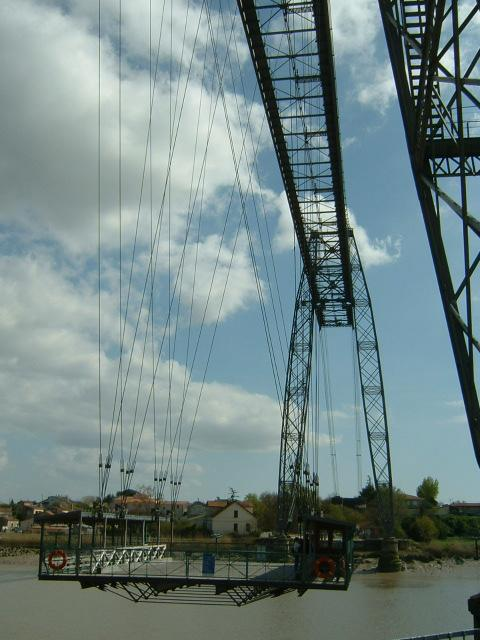
Vue depuis la rive droite de la Charente, avec la nacelle.
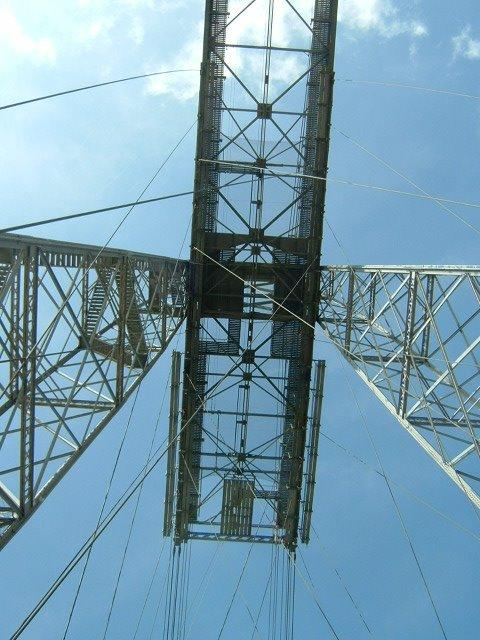
Vue du tablier à la verticale de la nacelle.
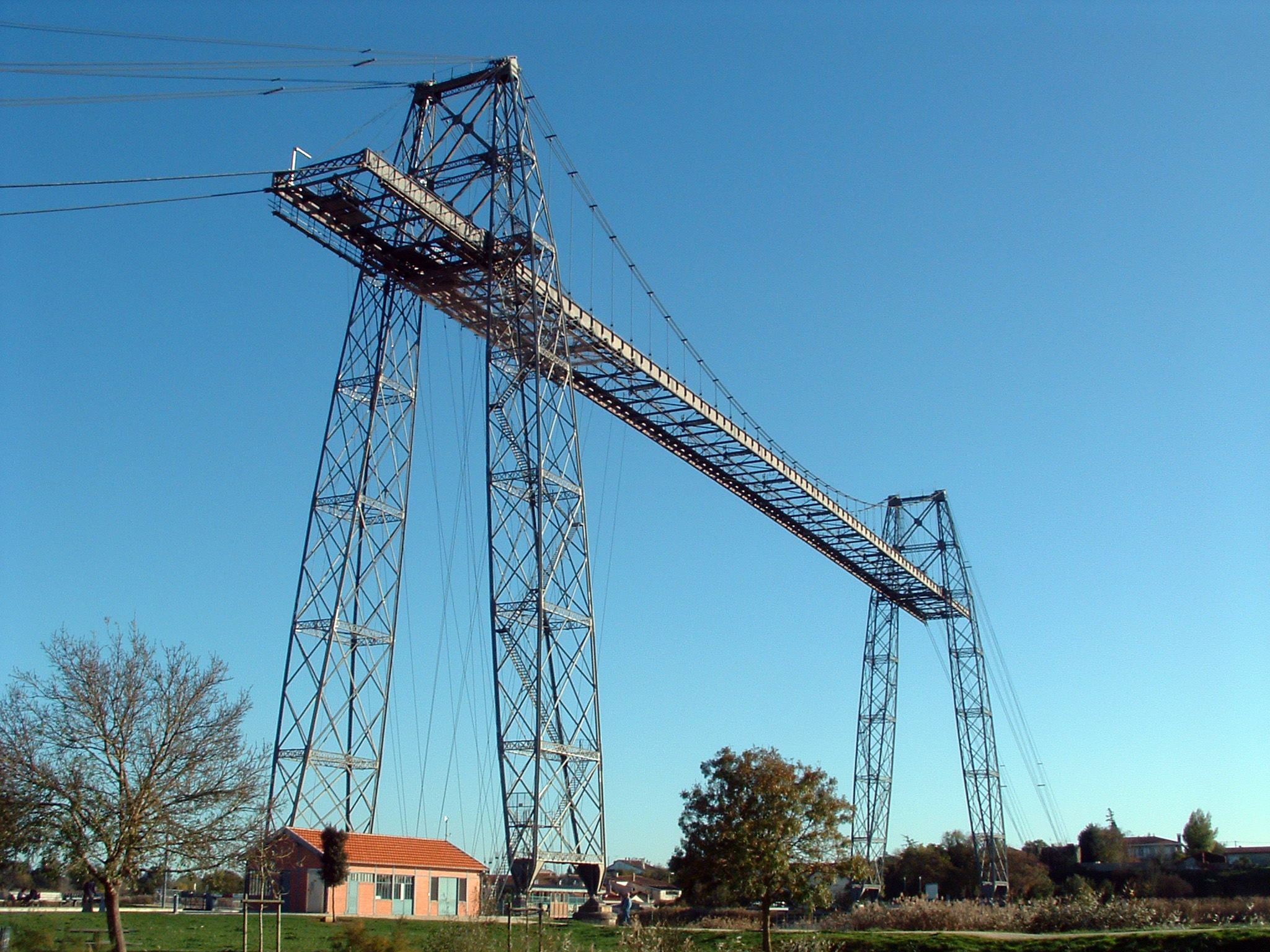
Vue générale du pont transbordeur.

#### Viaduc de Martrou

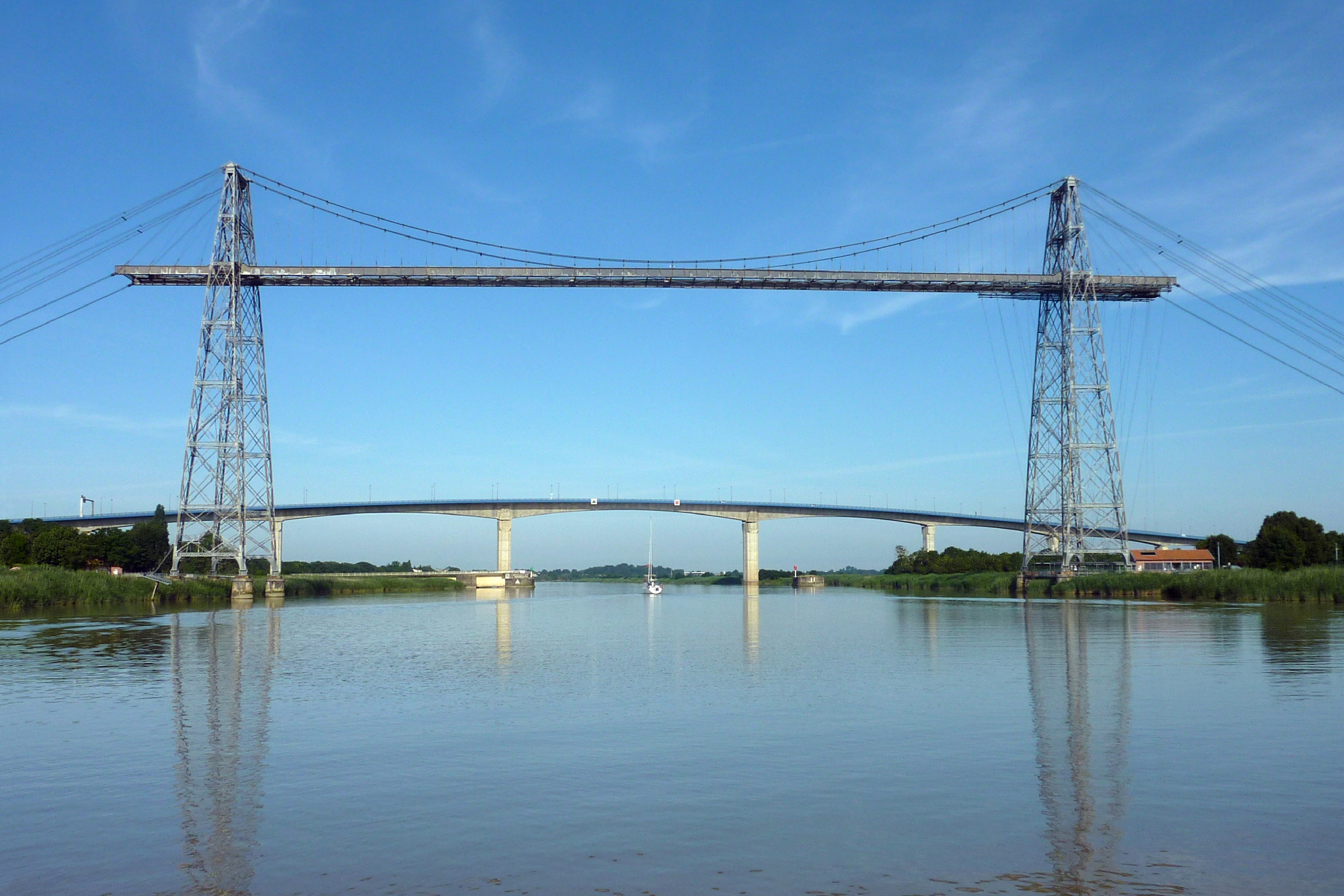
Le viaduc de Martrou derrière le pont transbordeur.

Ce pont construit en 1991 est situé en aval du pont transbordeur. Il y eut donc un temps trois ponts alignés sur la Charente à ce niveau, mais le pont central levant de 1967 a finalement été démoli. Après avoir été payant pour les véhicules non immatriculés en Charente-Maritime, le viaduc est gratuit pour tous les véhicules depuis le 1er janvier 2004. Ainsi, le trafic routier a plus que doublé en deux ans et les ralentissements entre le viaduc et la sortie de l'autoroute venant de La Rochelle sont presque quotidiens.
Le viaduc permet le franchissement de la Charente en deux minutes pour se rendre vers Royan ou l'île d'Oléron dans un sens et vers Rochefort et La Rochelle de l'autre.
Un projet de contournement de Rochefort, par l'est, est à l'étude. Il pourrait permettre un désengorgement du trafic automobile du viaduc de Martrou ainsi qu'une liaison directe entre La Rochelle et le futur aéroport départemental de Saint-Agnant d'une part et Royan de l'autre. Le projet est contesté par une association de riverains et des élus écologistes locaux qui lui préféreraient un prolongement de la liaison ferrée cadencée existant déjà entre Rochefort et La Rochelle.

### Personnalités liées à la commune
Pierre Gautier, dit Saguingoira (1629-1703) est natif d'Échillais (voir aussi Jean Gaultier dit Larouche, 1655-1690). Il quitte le pays pour la Nouvelle-France en 1667 ou 1668. Il y épouse Charlotte Roussel, originaire d'Évreux, en Normandie, puis s'établit à Lachine, sur l'île de Montréal. Il aura huit enfants. Lui et ses enfants portent depuis 1671 le surnom de Saguingoira, dont l'origine et la signication sont inconnues. Ce surnom disparaît avec la génération de ses petits-enfants. Lors du recensement de 1681, il déclare posséder « deux fusils, cinq bêtes à cornes et vingt-six arpents de terre en valeur », ce qui en fait un colon relativement prospère.
Pierre Gautier Saguingoira et Charlotte Roussel comptent parmi les victimes du massacre de Lachine de 1689. Enlevés par les Iroquois, lors de ce raid à grande échelle, ils sont longtemps donnés pour morts. Un document de janvier 1698 décrit Pierre Gauthier comme « captif chez les Iroquois nos ennemis ». Nous ignorons la date exacte de sa libération, mais il signe comme témoin au mariage de son fils Joseph en août 1699. Charlotte Roussel meurt en captivité le 20 janvier 1698. Pierre Gautier Saguinoira meurt à Montréal le 5 décembre 1703,.
Le patronyme Gauthier est actuellement le 6e plus fréquent au Québec ; environ 39 500 Québécois portent ce nom. Pierre Gautier Saguingoira n'est pas le seul fondateur de la famille - plusieurs autres colons appelés Gautier ont aussi eu une descendance - mais c'est certainement le plus pittoresque et l'un des plus prolifiques. Ses descendants actuels se comptent par milliers au Canada et aux États-Unis. Une rue de Lachine rappelle aujourd'hui sa mémoire.

### Les deux musées de la ville

#### Maison du Transbordeur

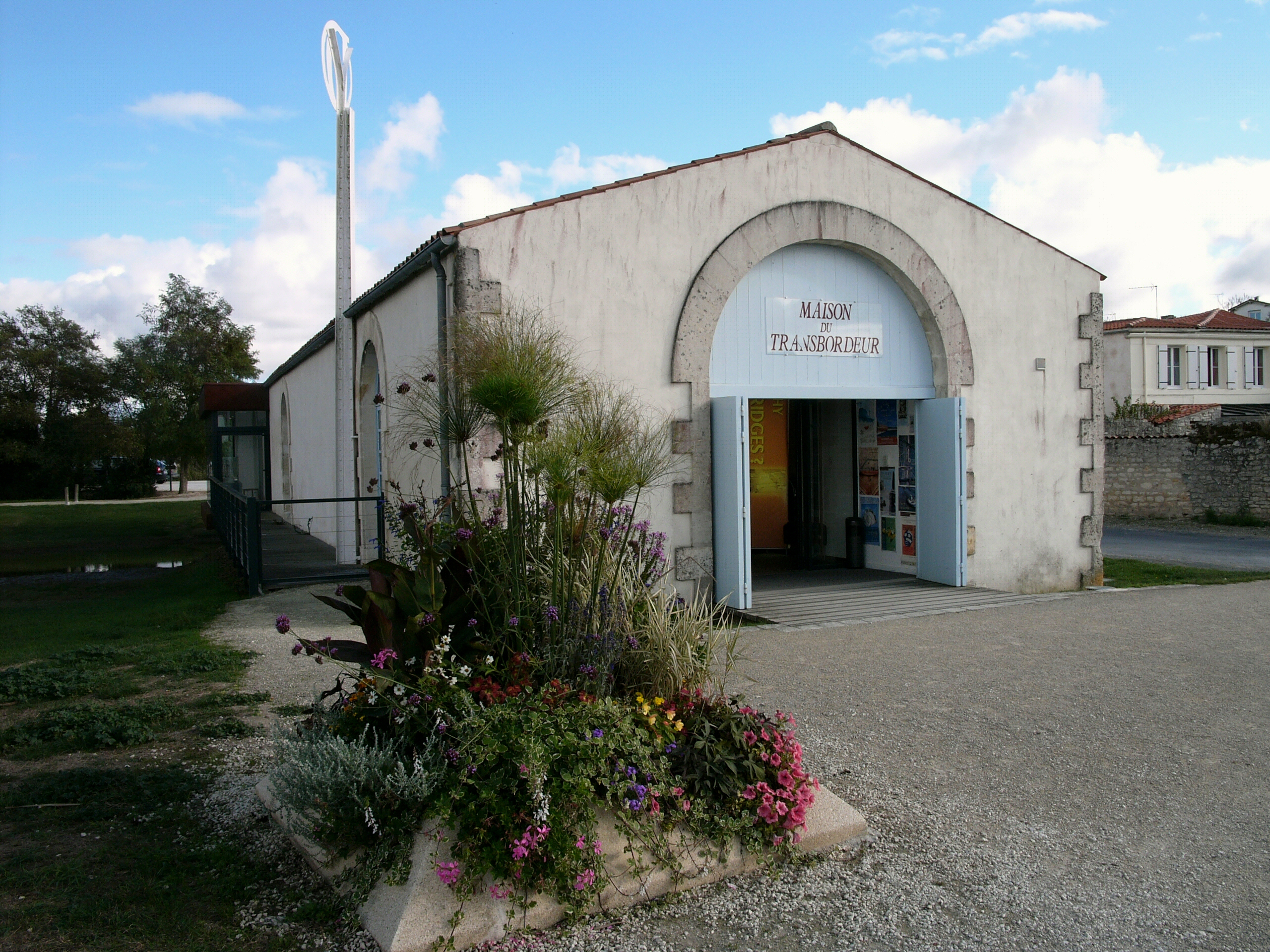
La maison du transbordeur.

Ce petit musée, géré directement par la communauté d'agglomération du Pays Rochefortais, s'inscrit dans un ensemble muséographique original autour du pont transbordeur du Martrou.
Au pied du pont transbordeur, un ancien hangar de bac a été recyclé en lieu d'interprétation dédié aux ponts du Monde.
La Maison du transbordeur est située sur la rive gauche de la Charente, à Échillais, et sur un sentier de découverte.

#### Musée du jouet ancien
Échillais dispose également d'un musée ludique renfermant des collections privées d'environ 15 000 jouets anciens. Ce musée se situe dans le site agréable d'un petit logis dans le quartier de la Limoise où avait demeuré le célèbre romancier Pierre Loti.